# گکوی روزگرد دم‌آبی
گکوی روزگرد دم آبی (نام علمی: Phelsuma cepediana) نام یک گونه از تیره گکویان است. این گونه بوم‌زاد جزایر موریس می‌باشد. جکوی روزگرد دم‌آبی یک گونه با اندازه متوسط می‌باشد که طولش ۱۵ سانتی‌متر است.